# Gennadij Kiselëv
Gennadij Petrovič Kiselëv (in russo Геннадий Петрович Киселёв? in inglese Gennady Kiselev; Mosca, 13 febbraio 1955) è un traduttore, filologo e linguista russo.

## Biografia
Si è laureato presso l'Università di lingue straniere di Mosca Maurice Thorez (1980). Come traduttore e critico letterario pubblica le proprie opere in russo e italiano dal 1984 .
Si è occupato della traduzione in russo dei maggiori scrittori del panorama letterario italiano, tra cui Alessandro Piccolomini, Carlo Goldoni, Carlo Gozzi, Alberto Savinio, Filippo Tommaso Marinetti, Massimo Bontempelli, Antonio Gramsci, Dino Buzzati, Umberto Eco, Luigi Malerba, Mario Luzi, Margherita Guidacci, Alberto Moravia, Tommaso Landolfi, Italo Calvino, G. Tomasi di Lampedusa, Tonino Guerra, Enrico Morovich, Nino De Vita, Giovanni Testori, Alessandro Baricco, Aldo Nove, Tiziano Scarpa, Emanuele Trevi, Franco Arminio e altri.
È membro della giuria di diversi premi letterari in Russia e in Italia. Membro dell'Unione degli scrittori russi (1994), dell'Unione degli scrittori di Mosca, dell'Associazione "Maestri della traduzione letteraria".
Interprete simultaneista presso le maggiori sedi italo-russe in Unione Europea e Federazione Russa.

## Traduzioni
Ha tradotto e pubblicato in russo Racconto d'autunno di Tommaso Landolfi, Tutta la vita e "Maupassant e l'altro" di Alberto Savinio, Se una notte d'inverno un viaggiatore di Italo Calvino, Io e lui di Alberto Moravia , Oceano mare e Seta di Alessandro Baricco, Qualcosa di scritto di Emanuele Trevi, Cose fondamentali e Venezia è un pesce di Tiziano Scarpa, Amor costante di Alessandro Piccolomini, L'Impresario delle Smirne e L'uomo di mondo di Carlo Goldoni, La cena mal apparecchiata di Carlo Gozzi, Superwoobinda di Aldo Nove, Cartoline dai morti di Franco Arminio, oltre a saggi, racconti e poesie di Dino Buzzati, Giovanni Tomasi di Lampedusa, Enrico Morovich, Tonino Guerra, Nino De Vita, Giovanni Testori, Umberto Eco, Luigi Malerba, Mario Luzi e molti altri.
Ha curato le raccolte Il treno ha fischiato. Racconto italiano del XX secolo (Мosca, Raduga 1988); Il grande ritratto e altre storie di Dino Buzzati (Мosca, Raduga 1999); Quasi d’amore. Dodici racconti italiani (Мosca, Raduga 2000); Il mare colore del vino. Racconti italiani del Novecento (Мosca, Raduga, 2004). Ha scritto la prefazione e curato la raccolta L’isola incantata. Nuovi racconti sull’Italia pubblicata in Russia (Corpus, Мosca, 2014) e in Italia (Transeuropa, 2016). 
È autore di diversi manuali (L'italiano senza insegnante e altri) e dizionari di lingua italiana. 
Ha pubblicato diversi articoli in italiano, tra cui il saggio "Sulla traduzione della parabola" (Quaderni di libri e riviste d’Italia, 33. La traduzione: saggi e documenti III, Ministero per i beni culturali e аmbientali, Roma, 1997); l'intervento sull'opera di Tommaso Landolfi "Landolfi in Russia: avventure e metamorfosi" (uscito nella raccolta Gli ‘altrove’ di Tommaso Landolfi, Bulzoni editore, Roma, 2004); l'intervento all'Università di Varsavia "L'Italia fuori d'Italia: la letteratura del '900, vista dalla Russia" (L'Italia e l'Europa centro-orientale - gli ultimi cento anni, Semper, Warszawa, 2009); è inoltre autore di interventi e saggi critici dedicati all'opera di G. Fusco, I. Calvino, E. Montale, F. Biamonti, N. Orengo, G. Lagorio, G. Arpino, I. Brin, pubblicati ne I Quaderni della Biblioteca sul mare, Premio Alassio 100 libri – Un autore per l’Europa, 2007-2012.

## Riconoscimenti
- Premio Grinzane Cavour - Cecilia Kin (1997).
- Premio giornalisti indipendenti Zoil (2002).
- Premio Nazionale per la Traduzione del Ministero per i Beni e le Attività Culturali (2004).
- Premio Gorky (2010).
- Premio ILuminator (2016).

## Elenco delle pubblicazioni e delle traduzioni
- G. Kiselev "Sulla traduzione della parabola", Quaderni del traduttore, n. 21; Vysšaya škola, Mosca, 1984.
- D. Buzzati "La grande pulizia", racconto (traduzione). Quaderni del traduttore, n. 21; Vysšaya škola, Mosca, 1984.
- G. Kiselev "Sulla traduzione della parabola", saggio. Articolo in italiano. Quaderni di libri e riviste d’Italia, 33. La traduzione: saggi e documenti (III). Ministero per i beni culturali e аmbientali, Roma, 1997.
- A. Gramsci "Socialismo e cultura" (traduzione). Chiamare le cose con i propri nomi, antologia (curatela, commento); Progress, Мosca, 1986.
- M. Bontempelli  "Quattro preamboli" (traduzione). Chiamare le cose con i propri nomi, antologia (curatela, commento); Progress, Мosca, 1986.
- T. Landolfi "La melotecnica esposta al popolo", racconto (introduzione, traduzione). Muzykal'naja zhizn', Mosca, 1986.
- G. Kiselev. Manuale di lingua italiana Parte I, II. Ministero dell'Istruzione della RSFSR, Mosca, 1986;
- G. Kiselev. Italiano senza insegnante. ČeRo, Мosca, 2002;
- G. Kiselev. Lingua italiana: corso completo. AST Lingva, Mosca, 2017.
- G. Kiselev. Lingua italiana. Il più recente manuale per l'autoapprendimento con audiocorso, Edizioni AST, 2021.
- M. Guidacci. "Sulla traduzione dei versi" (traduzione). In La traduzione come mezzo di avvicinamento reciproco tra i popoli; Progress, Mosca, 1987.
- R.  Mussapi "Nel nome della luce" (traduzione). In La traduzione come mezzo di avvicinamento reciproco tra i popoli; Progress, Mosca, 1987.
- М. Luzi "Circostanze della traduzione: teatro" (traduzione). In La traduzione come mezzo di avvicinamento reciproco tra i popoli; Progress, Mosca, 1987.
- А. Savinio  "Musica estranea cosa", saggio. "Vecchio pianoforte", racconto (prefazione, traduzione). Muzykal'naja zhizn', n. 9. Мosca, 1987.
- G. Kiselev "Lettera sconosciuta di Rossini: Alla celebre cantante Clara Novello, sinceramente devoto Gioacchino Rossini" (articolo, traduzione). Muzykal'naja zhizn', n. 18. Мosca, 1987.
- T. Landolfi Colpo di sole, raccolta di racconti (traduzione, curatela). Biblioteca della rivista Inostrannaja literatura, Izvestija, Мosca, 1987.
- G. Kiselev "Il treno ha fischiato. Racconto italiano del XX secolo. Antologia". In lingua italiana. (curatela, note sugli autori, commento), Raduga, Мosca, 1988.
- А. Savinio "Il concerto di casa", racconto (traduzione). Muzykal'naja zhizn', n. 24, Мosca, 1988.
- G. Kiselev Manuale di lettura integrativa in lingua italiana. Ministero dell'Istruzione della RSFSR, Mosca, 1988.
- Т. Landolfi "La spada", racconto (traduzione). In Sovremennaja fantastika, raccolta, Knizhnaja palata, Мosca, 1988.
- I. Calvino "Per chi si scrive? (Lo scaffale ipotetico)", saggio (traduzione). In Homo Legens – Čelovek čtajuščij, raccolta, Progress, Мosca, 1989.
- L. Malerba "Il fantasma del Non-Lettore", saggio (traduzione). In Homo Legens – Čelovek čitajuščij, raccolta, Progress, Мosca, 1989.
- U. Eco "Consumo, ricerca e il lettore-modello", saggio (traduzione). In Homo Legens – Čelovek čitajuščij, raccolta, Progress, Мosca, 1989.
- G. Kiselev, G. Salità, O. Janovskij. Dizionario dei vocaboli attivi della lingua italiana. Ministero dell'Istruzione della RSFSR, Mosca, 1989.
- D. Buzzati "Il colombre", racconto (traduzione). Racconti scelti; Raduga, Мosca, 1989.
- А. Savinio. Tutta la vita, raccolta di saggi e racconti (curatela, prefazione, traduzione). Biblioteca della rivista Inostrannaja literatura, Izvestija, Мosca, 1990.
- Т. Landolfi "La moglie di Gogol", racconto (traduzione). Literaturnye novosti, n. 36-37. Мosca, 1993; "29", n 1. Мosca, 1998.
- Т. Landolfi "Il mar delle blatte", racconto (traduzione). Ogonjok n. 29. Мosca, 1993.
- D. Buzzati, Racconti di Dino Buzzati (traduzione). Ogonjok, n.8, Mosca, 1994. Inostrannaja literatura n.12. Мosca, 1994; "29", n. 5. Мosca, 1997.
- I. Calvino Se una notte d'inverno un viaggiatore, romanzo (traduzione). Inostrannaja literatura, n. 4. Мosca, 1994. Premio Grinzane Cavour - Cecilia Kin 1997. Raccolta delle opere vol.3, (curatela); Simposium, San Pietroburgo, 2000; Serie "Illuminator", n.13. Biblioteca della rivista Inostrannaja literatura, Мosca, 2000; AST, Мosca, 2010, 2019.
- А. Moravia. Io e lui, romanzo (traduzione). Respublika, Мosca, 1994; Eksmo, Мosca, 2000-2001; Raccolta delle opere vol.3, Terra, Мosca, 2001; Prodolzhenie zhizni, S. Pietroburgo, 2003; AST, Мosca, 2010.
- G. Tomasi di Lampedusa "Lighea" / "La sirena", racconto (traduzione). Inostrannaja literatura, n. 7. Мosca, 1997; Azbuka-Attikus San Pietroburgo, 2017.
- C. Jean, P. Savona et al. Geoeconomia, raccolta di articoli  (traduzione, con I. Smagin). Ad Marginem, Мosca, 1997.
- А. Baricco. Oceano mare, romanzo (prefazione, traduzione). Inostrannaja literatura, n 1. Мosca, 1998; Serie "Illuminator", n.24. Biblioteca della rivista Inostrannaja literatura, Mosca 2001-2006; Azbuka, Мosca,  2010-2014; Audiolibro interpretato da Ju. Vasiliev (7 CD), Sojuz, Мosca, 2014.
- Т. Landolfi Racconto d'autunno, romanzo (traduzione). In La moglie di Gogol e altre storie, (curatela); Agraf, Мosca, 1999; B.S.G. Press (postfazione) Мosca, 2005, Premio Gorky 2010.
- Т. Landolfi. "Il babbo di Kafka" racconto (traduzione). In La moglie di Gogol e altre storie, (curatela); Agraf, Мosca, 1999.
- А. Baricco. Seta. Romanzo (traduzione). Inostrannaja literatura, n. 6. Мosca, 1999; Serie "Illuminator", n.23. Biblioteca della rivista Inostrannaja literatura, Мosca, 2001-2006; Azbuka, 2006; Audiolibro interpretato da S. Šakurov, (2 CD, introduzione), Sojuz, Мosca, 2010.
- G. Kiselev (curatela, note sugli autori, commenti, traduzione) D. Buzzati "Il grande ritratto e altre storie". Antologia. In lingua italiana. Raduga, Мosca, 1999-2000.
- А. Savinio "Maupassant e l'altro", saggio-racconto (prefazione, traduzione). Inostrannaja literatura, n 10. Мosca, 1999.
- А. Piccolomini L'amor costante, commedia (traduzione). In La commedia italiana del Rinascimento, raccolta; Chudozhestvennaja literatura, Мosca, 1999.
- I. Calvino "Nota 1960", saggio (traduzione). Raccolta delle opere, vol I,  (curatela); Simposium, S. Pietroburgo, 2000; AST, Мosca, 2010.
- А. Nove "13 racconti". Dal libro Superwoobinda  (prefazione, traduzione). Inostrannaja literatura n.8. Мosca, 2000; Ad Marginem, Мosca, 2001. Premio giornalisti indipendenti Zoil 2002.
- G. Kiselev (curatela, note sugli autori, commenti) "Quasi d’amore. Dodici racconti italiani". Antologia in lingua italiana. Raduga, Мosca, 2000.
- I. Calvino "Lezioni americane" («Точность», «Наглядность», «Многообразие»). (traduzione). 2018.
- D. Buzzati Sessanta racconti (traduzioni scelte). AST, Мosca, 2011.
- D. Buzzati "Sette piani", racconto (traduzione). Inostrannaja literatura, n. 6, Мosca, 2002.
- E. Morovich. Dodici racconti tratti dalla raccolta Miracoli quotidiani (traduzione, prefazione). Inostrannaja literatura n. 12, Мosca, 2002.
- Т. Landolfi "La beccaccia", racconto (traduzione). Inostrannaja literatura n. 7, Мosca, 2003.
- G. Kiselev. Landolfi, intervento. Ibidem.
- G. Kiselev (curatela, note sugli autori, commento) "Il mare colore del vino" Racconti italiani del Novecento. Antologia in lingua italiana. Raduga, Мosca, 2004.
- G. Kiselev “Landolfi in Russia: avventure e metamorfosi”, saggio in italiano nella raccolta"Gli ‘altrove’ di Tommaso Landolfi". Bulzoni editore, Roma, 2004.
- D. Buzzati La famosa invasione degli orsi in Sicilia (traduzione, note; traduzione delle poesie di М. Anninskaja). Samokat, Мosca, 2006, 2020.
- А. Nove. Racconti tratti dalla raccolta La più grande balena morta della Lombardia (traduzione). Inostrannaja literatura n. 6, Мosca, 2005.
- G. Kiselev "Il fascino discreto della traduzione". Inostrannaja literatura n. 6, Мosca, 2005.
- G. Bazzoli "Giustizia e uguaglianza. Modelli biblici" (traduzione). Fondazione "Tolerantnost', Мosca, 2005.
- G. Kiselev "Un’antologia del tempo alle prese con la realtà" (Atti della tavola rotonda su  Le rose del ventennio di G.C. Fusco. Premio Alassio Centolibri – Un autore per l’Europa). I Quaderni della Biblioteca sul mare, Alassio/Ceriale. 2007.
- G. Kiselev "Sul sentiero della letteratura, tra l’opaco e l’aprico" (Atti della tavola rotonda su Il sentiero dei nidi di ragno di I. Calvino. Premio Alassio Centolibri – Un autore per l’Europa). I Quaderni della Biblioteca sul mare, Alassio/Ceriale. 2008.
- T. Guerra. Una foglia contro i fulmini. Poema in prosa, traduzione. Inostrannaja literatura n. 10, 2008.
- G. Kiselev "Il repertorio della memoria di Eugenio Montale" (I Quaderni della Biblioteca sul mare. Atti della tavola rotonda su Fuori di casa di E. Montale. Premio Alassio Centolibri – Un autore per l’Europa). Alassio. 2009.
- C. Goldoni. L'impresario delle Smirne, commedia (traduzione). Centro librario della Biblioteca di Stato Russa M.I. Rudomino, Мosca, 2009.
- G. Kiselev "L'Italia fuori d'Italia: la letteratura del '900, vista dalla Russia", intervento a convegno all'Università di Varsavia, 6/12/2008. "L'Italia e l'Europa centro-orientale - gli ultimi cento anni", Semper, Warszawa. 2009.
- G. Kiselev "Una scrittura che cambia luogo e consistenza" (Atti della tavola rotonda su Vento largo di F. Biamonti. Premio Alassio Centolibri – Un autore per l’Europa). I Quaderni della Biblioteca sul mare, Alassio. 2010.
- T. Scarpa. Venezia è un pesce (traduzione, prefazione). Inostrannaja literatura n. 7, Мosca, 2010; KoLiBri, Мosca, 2010-2011.
- N. De Vita. "Casa in collina",  racconto in versi (traduzione). KompasGid, Мosca, 2010.
- G. Testori. Bellezza e sfacelo. Lo sguardo di Testori su Perez (traduzione). Paparo Edizioni, 2010.
- G. Kiselev "Nico Orengo: una penna carica di leggerezza", intervento alla tavola rotonda sul libro di N. Orengo L’autunno della signora Waal (Premio Alassio Centolibri – Un autore per l’Europa. I Quaderni della Biblioteca sul mare. Atti della tavola rotonda su L’autunno della signora Waal di N. Orengo, Alassio. 2011.
- T. Scarpa. Cose fondamentali, romanzo (traduzione). Inostrannaja literatura n. 8. Мosca, 2011; Corpus, Мosca,  2012.
- F. Arminio. Cartoline dai morti, (traduzione). Inostrannaja literatura n. 1, Мisca, 2012. Ad Marginem, Мosca, 2013; «Новые открытки с того света», электронное издание. Видео вступление от переводчика  Ad Marginem, Мosca, 2020.
- G. Kiselev "Le parole sonanti di Gina Lagorio", intervento alla tavola rotonda sul libro di G. Lagorio La spiaggia del lupo (Premio Alassio Centolibri – Un autore per l’Europa). I Quaderni della Biblioteca sul mare.  Atti della tavola rotonda su  La spiaggia del lupo di G. Lagorio, Alassio. 2012.
- А. Baricco. Don Giovanni, (traduzione). Corpus, Мosca, 2013.
- C. Castrillo. "Polvere di rugiada" (traduzione). Antologia della drammaturgia svizzera contemporanea, NLO, Mosca, 2013.
- G. Kiselev "Costruendo la felicità", intervento alla tavola rotonda sul libro di G. Arpino Sei stato felice, Giovanni (Premio Alassio Centolibri – Un autore per l’Europa). I Quaderni della Biblioteca sul mare. Atti della tavola rotonda su Sei stato felice, Giovanni di G. Arpino, Alassio. 2013.
- G. Kiselev. "Fatti e fiabe dell’isola serenica", prefazione alla raccolta L’isola incantata. Nuovi racconti sull’Italia. Curatela. Corpus, Мosca, 2014.
- G. Kiselev L’isola incantata. Nuovi racconti sull’Italia. "Fatti e fiabe dell’isola serenica". Trad. dal russo di Caterina e Stefano Garzonio. Transeuropa, 2016.
- C. Goldoni L'uomo di mondo. Commedia, traduzione. Linguistica, Mosca, 2014.
- G. Kiselev "...da un traduttore laborioso", postfazione alla commedia di C. Goldoni L'uomo di mondo. Linguistica, Mosca, 2014. "I mondi della traduzione letteraria", Istituto della traduzione, 2015.
- G. Kiselev "Reportage da un passato remotamente prossimo", intervento alla tavola rotonda sul libro di I. Brin Olga a Belgrado (Premio Alassio Centolibri – Un autore per l’Europa). I Quaderni della Biblioteca sul mare.  Atti della tavola rotonda su Olga a Belgrado di I. Brin, Alassio. 2014.
- E. Trevi. Qualcosa di scritto (romanzo, traduzione). Inostrannaja literatura, n.2, Mosca, 2015. Premio ILluminator 2016, Ad Marginem, Мosca, 2016.
- F.T. Marinetti "Discorso futurista ai veneziani" (traduzione) Nosorog, n. 11, Мosca, 2019.
- C. Gozzi. "La cena mal apparecchiata", commedia (traduzione, postfazione). Nosorog, n. 11, Мosca, 2019.
- F. Forte I mondi nascosti di Dante (traduzione), Eksmo, Mosca 2021.
- T. Scarpa. Venezia è un pesce. Una guida nuova (traduzione, prefazione). AST Ekskljuzivnaja klassika, Mosca, 2024.
- F. Arminio. Sacro Minore (traduzione, prefazione). Ad Marginem, Mosca, 2024.